# Cloeosiphon
Cloeosiphon is een geslacht in de taxonomische indeling van de Sipuncula (Pindawormen).
Het geslacht behoort tot de familie Aspidosiphonidae. Cloeosiphon werd in 1868 beschreven door Grube.

## Soort
Cloeosiphon omvat de volgende soort:
- Cloeosiphon aspergillus